# Pelham (New Hampshire)
Pour les articles homonymes, voir Pelham.
Pelham est une municipalité américaine située dans le comté de Hillsborough au New Hampshire. Selon le recensement de 2010, sa population est de 12 897 habitants.

## Géographie
La municipalité s'étend sur 26,93 milles carrés (69,75 km2), dont 0,56 milles carrés (1,45 km2) d'étendues d'eau.

## Histoire
La localité est fondée dans les années 1720. Elle fait alors partie des municipalités de Dracut et Dunstable dans le Massachusetts. Pelham devient une municipalité à part entière en 1746. Elle est nommée en l'honneur du duc de Newcastle Thomas Pelham-Holles.

## Démographie
La population de Pelham est estimée à 13 425 habitants au 1er juillet 2016.
Le revenu par habitant était en moyenne de 39 140 dollars par an entre 2012 et 2016, au-dessus de la moyenne du New Hampshire (35 264 dollars) et de la moyenne nationale (29 829 dollars). Sur cette même période, 5,1 % des habitants de Pelham vivaient sous le seuil de pauvreté (contre 7,3 % dans l'État et 12,7 % à l'échelle des États-Unis).